# Мендеш, Антониу Абрантеш
Анто́ниу Абра́нтеш Ме́ндеш (порт. António Abrantes Mendes; 2 мая 1907, Лиссабон — 25 января 1987, Лиссабон) — португальский футболист, нападающий. Известен по выступлениям за лиссабонский «Спортинг».

## Клубная карьера
Всю свою профессиональную карьеру, которая длилась 14 лет, провёл за лиссабонский «Спортинг». Четырежды приводил клуб к национальному чемпионству.

## Карьера за сборную
23 февраля 1930 года Мендес дебютировал за национальную сборную Португалии в товарищеском матче против Франции. 8 июня того же года сыграл в матче против Бельгии.

## Достижения
- Чемпион Португалии: 1922/23, 1933/34, 1935/36, 1937/38